# The Enschedé Font Foundry
The Enschedé Font Foundry is een letteruitgeverij, opgericht in 1991 door Peter Matthias Noordzij. Het bedrijf legt zich toe op het uitgeven van een aantal beroemde (digitale) lettertypen, zoals Lexicon, Trinité, Renard, Ruse en Collis, door bekende letterontwerpers zoals Bram de Does, Fred Smeijers en Gerrit Noordzij.
De bedrijfsnaam wordt ook afgekort tot TEFF.
TEFF is voortgevloeid uit de welbekende Joh. Enschedé en Zonen waardepapieren-drukkerij, die opgericht werd in 1703.
In 1743 startte de drukkerij met vervaardigen van lettertypen en begon met overnames van andere lettergieterijen. De stempelsnijder Johann Michael Fleischmann maakte hier een aantal bekende lettertypen. In de twintigste eeuw sloten letterontwerpers van grote faam zich aan, waaronder Sjoerd H. de Roos en Jan van Krimpen.
Voor het 275-jarig bestaan verzocht Joh. Enschedé in 1978 letterontwerper Bram de Does een lettertype te ontwerpen. Dit werd de Trinité, die nu door TEFF digitaal in PostScript-formaat wordt uitgegeven.
In 1992 ontwierp Bram de Does het lettertype Lexicon, onder andere gebruikt in de woordenboeken van Van Dale Lexicografie.
Lettertype Renard van Fred Smeijers, Ruse van Gerrit Noordzij (vader van Peter Matthias Noordzij) en Collis van Christoph Noordzij (broer van Peter Matthias Noordzij) behoren nu tot de top lettertypen van TEFF.
TEFF neemt ook opdrachten aan voor speciale custom-lettertypen.